# Antonow An-6
Die Antonow An-6 „Meteo“ (russisch Антонов Ан-6 „Метео“) ist ein sowjetisches Flugzeug, das auf der Antonow An-2 basiert und wie diese ein Doppeldecker mit starrem Fahrwerk ist. Sie wurde jedoch speziell für eine gute Höhenflugleistung ausgelegt.

## Entwicklung
Das Flugzeug wurde speziell für die Wetterbeobachtung, geophysikalische Beobachtungen und die Erforschung der Wirkungen von Wetterphänomenen auf die Luftfahrt entwickelt. Der serienmäßige Sternmotor ASch-62IR wurde durch Einbau eines Turboladers zum ASch-62IR/TK (TK für Turbokompressor) und so verbessert, dass er in 9500 m Höhe noch 625 kW (850 PS) leistet. Ein spezielles Beobachtercockpit wurde vor dem Seitenleitwerk eingebaut, das es auch ermöglicht, etwaigen Eisansatz und dessen Entstehung zu beobachten. Der Erstflug des zunächst als Antonow An-2ZA bezeichneten Typs fand am 21. März 1948 statt. Das Flugzeug erreicht eine Reisegeschwindigkeit von 190 km/h, die praktische Gipfelhöhe liegt bei 8000 m und die Reichweite bei 2000 km.
Der Maschine gelang es, in ihrer Klasse (kolbenmotorgetrieben, Landflugzeug, 3000 bis 6000 kg Startmasse) zwei Höhenweltrekorde aufzustellen. Am 12. Dezember 1953 erreichte sie 10.293 m und am 9. Juni 1954 11.248 m, Pilot war jeweils Wiktor Kalinin. Zwei weitere Weltrekorde wurden am 5. November 1958 über eine 500-km-Strecke mit 284,9 km/h und über 1000 km mit 259,7 km/h erflogen.
In den Jahren 1956 bis 1958 wurde eine kleine Serie dieses Typs gefertigt.

## Technische Daten
| Kenngröße             | Daten                  |
| --------------------- | ---------------------- |
| Besatzung             | 2                      |
| Spannweite            | 18,18 m                |
| Länge                 | 12,73 m                |
| Höhe                  | 4,68 m                 |
| Flügelfläche          | 43,60 m²               |
| Leermasse             | 3.640 kg               |
| max. Startmasse       | 5.250 kg               |
| Antrieb               | ein Schwezow ASch-62IR |
| Leistung              | 1.000 PS (735 kW)      |
| Höchstgeschwindigkeit | 280 km/h               |
| Reisegeschwindigkeit  | 185 km/h               |
| prakt. Reichweite     | 1.600 km               |
| prakt. Gipfelhöhe     | 10.000 m               |